# 波贊特
波贊特是土耳其的城鎮，由阿達納省負責管轄，位於該國南部，面積793平方公里，海拔高度780米，該鎮自公元前十六世紀有人類居住，2008年人口為9,859。